# Sáo vai trắng
Sturnia sinensis là một loài chim trong họ Sturnidae.